# Солтберн-бай-зе-Сі
Солтберн-бай-зе-сі (англ. Saltburn-by-the-Sea) — приморське курортне містечко, недалеко від Редкара в Північному Йоркширі, що в Англії. Відстань до столиці — 263 км. Населення міста 5,912 за переписом 2001 року.